# Paul Kutter

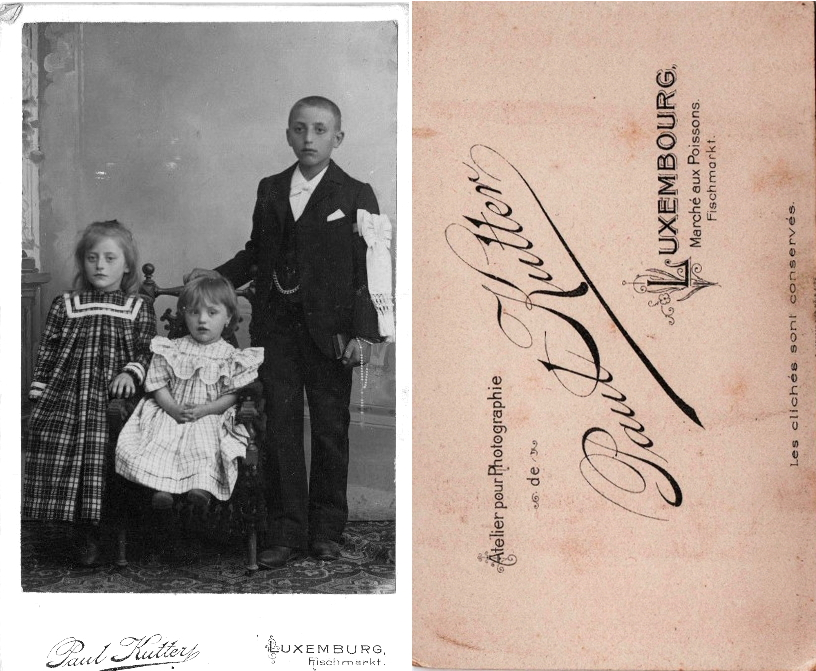
CdV by Paul Kutter

Paul Robert Kutter, més conegut com a Paul Kutter, (Flums, 5 d'octubre de 1863 - Ciutat de Luxemburg, 15 de març de 1937) fou un fotògraf luxemburguès. Va obrir el seu primer estudi el 1883 en el carrer Wiltheim núm. 6, a la vora del Bock, promontori situat a l'extrem nord'oriental de la Ciutat de Luxemburg. L'any 1904, Kutter va traslladar el seu negoci al carrer du Génie núm. 3, (ara avinguda de Monterrey), on Charles Bernhoeft havia treballat com a fotògraf fins al 1903.
El primer fill de Kutter, Édouard Frédéric Henri, (1887-1978), es va unir al seu pare com a aprenent el 1898. Paul Kutter va tenir d'altres tres fills: Joseph Kutter (1894-1941), un dels pintors més importants de Luxemburg; Bernard (1.889-1.961) qui també es va convertir en un fotògraf; i Paul Kutter jr. (1899-1941). També hi va haver una filla, Catherine Louise Marie (1891-1.958). Tant el seu fill Edouard i el seu net, també anomenat Édouard, van continuar el negoci fotogràfic de la família Kutter a la Ciutat de Luxemburg per molts anys.
Exemples de les fotografies de Pablo Kutter es poden veure a la Fototeca de Ciutat de Luxemburg.